# Mednikovo, Staraia Russa
Mednikovo (în rusă Медниково)  este un sat din raionul Staraia Russa, regiunea Novgorod, Rusia. Este parte din așezarea rurală Mednikovo.